# Sterrhochaeta subtilis
Sterrhochaeta subtilis är en fjärilsart som beskrevs av Louis Beethoven Prout 1916. Sterrhochaeta subtilis ingår i släktet Sterrhochaeta och familjen mätare. Inga underarter finns listade i Catalogue of Life.